# 千山山脈

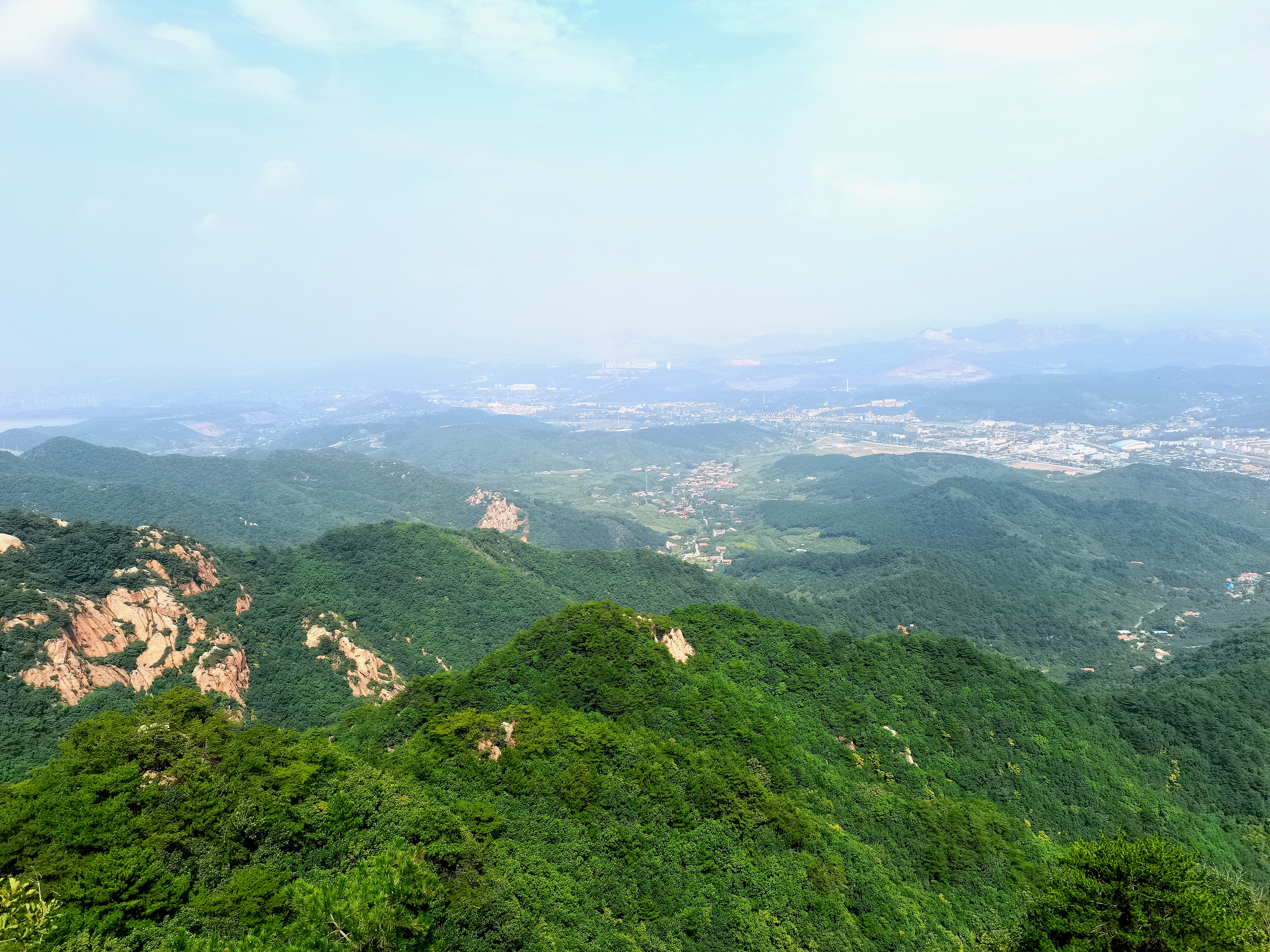
千山

千山山脈（せんざんさんみゃく、中国語簡体字: 千山山脉）は中国遼寧省東部にある山脈。中国・北朝鮮の国境から続く長白山脈の支脈である。

## 概要
中国・北朝鮮の国境にある長白山（朝鮮名「白頭山）を戴く長白山脈は北東から南西に連なり、千山山脈はこの支脈にあたる。吉林省に始まり、西へ遼寧省へ入る。遼陽市から遼東半島を南西へ向かい、鞍山市の千山を経て、大連市に達している。東麓を鴨緑江が、西麓を渾河が流れる。概ね標高500m前後だが、1000mを超える峰もある。最高峰は綿羊頂子山の1046m。
歴史的に高句麗、女真族、満州族の支配があった地域で、関連する史跡が多い。

## 地理
おもに片麻岩、花崗岩、石灰岩から成り、長い侵食を受けた遼寧省南部では、平坦地のところどころに山塊があるような地形になっており、「遼東丘陵」ともよばfれる。

## 植物・動物
おもに針葉樹だが、広葉樹もあり、本渓市の関門山風景区などに紅葉の名所もある。吉林省では、クマ、シカなどが多い。

## おもな山
- 五女山（本渓市の桓仁満族自治県）
- 花脖山（同上） - 最高峰（1336m）
- 千山（鞍山市）
- 鞍山（同上）
- 老帽山（大連市の普蘭店区・瓦房店市）
- 大黒山（大連市の金州区）
- 老鉄山（大連市の旅順口区）

## 参照項目
- 長白山脈
- 吉林省
- 遼寧省